# Appley Bridge
Appley Bridge är en ort i Storbritannien. Den ligger i grevskapet Lancashire och riksdelen England, i den centrala delen av landet, 290 km nordväst om huvudstaden London. Appley Bridge ligger 21 meter över havet och antalet invånare är 5 270.
Orten ligger vid motorväg M6, längs kanalen Leeds and Liverpool Canal.

## Samhälle

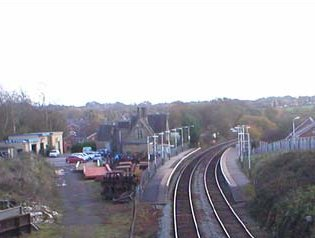
Appley Bridges järnvägsstation

Appley Bridge var tidigare en industriby med färg- och linoleumarbeten, flera stenbrott och lergropar för tegelföretaget Wigan. Idag har byn fortfarande flera fabriker, bland annat en bryggvågstillverkare och en husvagnsfabrik. Orten är numera inte lika livlig som tidigare och huvudsyftet är att tillhandahålla bostäder för de många pendlare som arbetar längs M6.
Det finns två kyrkor i Appley Bridge, Metodistkyrkan och Engelska kyrkan, och ligger i dekanet Chorley, stiftet Blackburn.
Appley Bridges järnvägsstation som öppnades 1855 av Lancashire & Yorkshire Railway ligger på linjen mellan Southport och Manchester. Byn innehåller några närbutiker, en fotbollsplan, flera lekplatser för barn, flera pubar samt ett postkontor. Appley Bridge sammanlöper till byn Shevington Vale som ligger inom den större Manchester-gränsen. I Shevington Vale finns det en rad bekvämligheter, inklusive en närbutik, en kinesisk restaurang, en frisersalong och ett apotek. Det finns också en liten lekplats och fotbollsplan mittemot skolan Shevington Vale Primary School. Golden Days trädgårdscenter ligger strax utanför huvudbyn på Back Lane, nära motorväg M6. På Appley Lane North finns också en återvinningsgård för avfallspapper som erbjuder gratis återvinning av kartong och papper samt andra tjänster.
Mellan Appley Lane North och Miles Lane finns en väg som heter Skull House Lane. Fältet har fått sitt namn från en stuga som kallas Skull House, som ligger ungefär halvvägs nerför Appley Lane North, och stugan har tagit sitt namn från en missfärgad mänsklig skalle i husets vardagsrum. Vissa invånare i Appley Bridge hävdar att många invånare genom hela historien har försökt bli av med skallen, och alla har fått dåliga resultat efter att ha gjort det.

## Nöjen
Det finns många öppna ytor i Appley Bridge där lokalbefolkningen spelar bland annat fotboll, cricket och rugby. Det organiserande fotbollslaget heter Appley Bridge F.C. och spelar matcher på fotbollsplanen på Appley Lane South mot den gamla lokala puben som heter Bridge Inn, nära Leeds och Liverpool Canal. 
19 Wigan Boys 'Brigade och 1st Appley Bridge Girls' Brigade träffas regelbundet i Vale Methodist Church Hall.
Appley Bridge Golf Club (nu nedlagd) grundades 1907 men försvann i början på 1950-talet.

## Översvämning

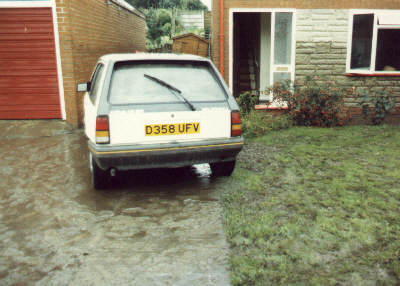
Kvarvaror av översvämningen.

Den 22 augusti 1987 drabbades delar av Appley Bridge av allvarliga översvämningar och de värst drabbade var Millbanks område utanför Mill Lane.
Under kraftigt regn blockerades ingången till den kulvert som bär Calico Brook av skräp med bland annat löv och grenar och överträngde in i gården, vilket orsakade omfattande översvämningar till de flesta fastigheterna. De flesta invånare tillbringade sig närmaste månaderna fram till december 1987 i husvagnar parkerade på deras främre trädgårdar, medan reparationerna utfördes. Fastigheterna krävde omfattande reparationer: omputsning samt nya dörrar och fönster, där endast de högre husen vid ingången till gården påverkades. 
Strax efter översvämningen genomförde rådet enkla saneringsarbeten för att minska risken för ytterligare översvämningar. De ansågs vara tillfälliga arbeten med en permanent kapitallösning att följa. Arbeten som utfördes bestod av att lyckas få till en begränsning av flödet, som en del av en bro över bäcken i den lokala skogen. De skar också ett hack i stenbrottets sidovägg och i fall av kraftigt regn kommer strömmen att flyta genom hacket till det närliggande stenbrottet. En bredare grill placerades också vid ingången till kulverten så att små föremål, såsom löv, kunde passera genom kulverten utan att blockera den.
I mars 2012, tjugofyra år efter översvämningen, påbörjades slutligen arbetet med att ersätta de "tillfälliga" arbetena 1988 med ett permanent projekt.